# Wiesbaden-Medenbach
Medenbach ist ein Ortsbezirk der hessischen Landeshauptstadt Wiesbaden.
Er liegt im Nordosten der Stadt und ist durch die gleichnamige Raststätte an der Bundesautobahn 3 ein Begriff. Medenbach wurde am 1. Januar 1977 im Rahmen der hessischen Gebietsreform nach Wiesbaden eingemeindet.

## Geschichte

### Vorgeschichte
Quelle:
Ein Schuhleistenkeil und andere Funde aus der Steinzeit belegen, dass Medenbach bereits vor ca. 5000 Jahren besiedelt war.
Auf ehemals weitreichende Handelsbeziehungen in vorgeschichtlicher Zeit weist ein sogenannter Napoleonshut hin. Dabei handelt es sich um einen keltischen Mahlstein, der aus Basaltlava hergestellt wurde, die aus der Eifel stammt.
Scherben von verziertem Tafelgeschirr, sogenannter Terra Sigillata, bezeugen die nachfolgende Besetzung der Örtlichkeit durch die Römer.

### Mittelalter
Aus der Völkerwanderungszeit und aus dem Frühmittelalter haben sich offensichtlich keine Zeugnisse erhalten. Erst im Hochmittelalter findet die Ortschaft Medenbach 1107 mit der Einweihung seiner romanischen Dorfkirche eine erste urkundliche Erwähnung. Damals wurde sie von den Mainzer Äbten des Stiftes St. Alban und des Klosters St. Jakob mit ca. 30 Morgen Land ausgestattet.
Um 1180 gelangte Medenbach mit der Burg Eppstein und der bei Erbenheim gelegenen Gerichtsstätte Mechtildshausen unter die Herrschaft der Herren von Eppstein.
1303 wurde das Gehöft „Mellinger Hof“ (Meylingen/ Meillingen) urkundlich erwähnt. Er wurde um 1500 aufgegeben und verkam zur Wüstung. Die Erinnerung an ihn hat sich in dem Flurnamen „Darmstädter Wellinger“ erhalten. Hierbei handelt es sich um die nördlichste, ca. 500 Meter vom heutigen Ort entfernte Ackerfläche Medenbachs.
Im Spätmittelalter verlor das Dorf in den Jahren 1347 bis 1350 den größten Teil seiner Einwohner durch den Schwarzen Tod, die Pest, die auch hier wie überall in Europa wütete.
1492 verkauften die Herren von Eppstein die Gemeinde Medenbach und den Gerichtsbezirk Mechtildshausen mit weiteren Dörfern des sogenannten Ländchens an den hessischen Landgrafen Wilhelm III. von Hessen.
1576/77 wurde der baufällige Chor der Kirche durch einen Neubau ersetzt.

### 17. Jahrhundert
Am Ende des Mittelalters – zur Zeit des Übergangs zur Neuzeit – führte Philipp I. 1526 in der Landgrafschaft Hessen die Reformation ein. Bereits im Jahr darauf wurde Medenbach evangelisch.
1607 erschien Medenbach erstmals – aus der Vogelperspektive gesehen – auf einer Landkarte verzeichnet. Diese stammt von dem Topografen Wilhelm Dilich, der von 1597 bis 1622 im Dienst des hessischen Landgrafen Moritz von Hessen-Kassel stand. Diese Karte zeigt das Straßendorf „Medebach“ am Zusammenfluss von „Bieberbach“ (heute Medenbach) und dem „Hasenbach“ (heute Pfingstwiesenbach) gelegen. Nur wenige Gebäude scharen sich um den charakteristisch romanischen Kirchenbau, dessen Dachreiter ein spitzes gotisches Kegeldach aufweist.
Ca. 500 Meter südlich von Medenbach ist auf der Dilich-Karte der Weiler Costloff zu erkennen, der urkundlich bereits 1252 nachweisbar ist. Am Anfang des 16. Jahrhunderts zählte Costloff mehr Einwohner als Medenbach und schien ob seiner fruchtbaren Ackerböden recht wohlhabend gewesen zu sein.
1621, drei Jahre nach Beginn des Dreißigjährigen Krieges, erhielt Medenbach unter Landgraf Moritz, der „der Gelehrte“ genannt wurde, erstmals eine Schule. Hatte das Dorf im Kriegsjahr 1630 noch 130 Einwohner, so dezimierte ab 1635 die Pest die Bevölkerungszahl erheblich. 1637 wurden nur noch 47 Personen gezählt. Erst nach dem Westfälischen Frieden von 1648 erholte sich der Ort allmählich wieder. Die zerstörte Kirche wurde 1650 aufgebaut. Die Anzahl der Bewohner stieg bis 1655 nur langsam auf ca. 70 Personen an.
Vor 1630 wurde die Ansiedlung Costloff bereits niedergebrannt und verkam zur Wüstung wie bereits um 1500 der „Mellinger Hof“. Aus den Ruinen Costloffs holten sich die Medenbacher Baumaterialien – z. B. Eichenbalken der ehemaligen Fachwerkhäuser, die noch brauchbar waren – und verwendeten sie, um Ställe und Scheunen zu errichten, wo sie teilweise heute noch in situ zu identifizieren sind.

### 18. Jahrhundert
1712 ist in amtlichen Aktenstücken verschiedentlich von der Existenz eines „Zigeunerstocks“ in Medenbach die Rede. Abgesehen davon, dass er nicht mehr lokalisiert werden kann, wird vor Ort heute immer noch hartnäckig die Meinung vertreten, dort seien Zigeuner erhängt worden. Weit glaubwürdiger ist jedoch, dass es sich um einen Holzpfahl mit einem Blechschild an der Gemarkungsgrenze zwischen Medenbach und Igstadt handelte. In der damaligen Zeit wurden sie üblicherweise an Grenzen und an Ortseingängen aufgestellt. Sie sollten infolge des Dreißigjährigen Krieges entwurzelte Menschen – „herumvagierende Zigeuner“ und „herrnloses Diebs-Gesindel“ – in Wort und Bild bei Androhung von Strafen von „Staupen-Schlägen“ und anderem mehr, davor abhalten, ein bestimmtes Gebiet zu betreten.
1714 wurden das Schiff und der Chor der Kirche barock verändert. Der Innenraum erhielt eine neue Orgel, Kanzel und Emporen. Als Besonderheit gilt der barocke evangelische Beichtstuhl. Als Schmuck weist er zwei Bilder mit einer seltenen Ikonografie auf. Auf der linken Türe erscheint aus den Wolken der Heilige Geist in Gestalt einer Taube. Sie hält in ihrem Schnabel eine Kette an deren oberem Teil ein Herz befestigt ist. Am untersten Ende hängt eine Kugel, die einem Reichsapfel – einem Sinnbild der irdischen Welt – nachgebildet ist. Das Kreuz des Reichsapfels zeigt, nichts Gutes verheißend, nach unten. Aus den Wolken, unterhalb der Taube, erscheint der rot gewandete Arm Christi. In der Hand hält er ein Beil, um die Kette zu zerschlagen, damit die Taube und das Herz von der irdischen Last befreit werden. – Das Gemälde auf der rechten Tür zeigt Christus mit Strahlenkranz im roten Gewand. In der Hand hält er dieses Mal ein flammendes Herz, das er als Zeichen der Vergebung einem vor im knienden Sünder überreicht. Damals entstand auch der heutige barocke Dachreiter mit seiner glockenförmig geschweiften Haube.
1775 hatte Medenbach 195 Einwohner, 47 Häuser und 42 Scheunen. 1794 war die Einwohnerzahl einschließlich 5 Juden auf 279 Personen angestiegen.

### 19. Jahrhundert
Nach dem Reichsdeputationshauptschluss kam Medenbach 1803 an das Fürstentum Nassau-Usingen. Nach der Völkerschlacht bei Leipzig und nach der Schlacht bei Hanau zog sich Napoleon mit seinen Truppen über Frankfurt am Main und Mainz nach Frankreich zurück. Verfolgt wurde er unter anderem von den Truppen Blüchers. Verschiedene seiner Einheiten unter den Generälen Langeron und York wurden ab dem 12. November 1813 bis zum 14. Januar 1814 in Medenbach einquartiert und mussten von den Einheimischen verpflegt werden. Darunter waren Infanteristen, Artilleristen, reitende Jäger und immer wieder „Cosaken“, die vom Freiherrn vom Stein besonders geschätzten russischen Elitesoldaten. Viele von diesen Soldaten litten an Fleckfieber und verstarben in Medenbach. Die orthodoxen Kosaken begruben die protestantischen Medenbacher außerhalb der Kirchmauer in einem Massengrab. Einem von ihnen gab man seine kleine bronzene Reiseikone des Heiligen Nikolaus mit ins Grab. 2007 wiederentdeckt, präsentierte sie der Medenbacher Geschichtsverein noch im gleichen Jahr als besonderes Denkmal seiner Geschichte in einer Sonderausstellung in seinem Heimatmuseum.
1816, im sogenannten Jahr ohne Sommer, litt man europaweit – so auch in Medenbach – unter einer Hungersnot, die durch den Vulkanausbruch des Tambora in Indonesien im Jahr 1815 verursacht worden war. Zur Not trug neben der Missernte auch das Fehlen von staatlichen und privaten Getreidevorräte nach den Wirren der Napoleonischen Kriege bei. Mit der Gründung des Amtes Hochheim am 4. April 1816 gehörte Medenbach zu diesem herzoglich-nassauischen Amt.
1825 ordnete die Landesregierung die Anpflanzung von Obstbäumen entlang der Straßen an. 1853 wurden die ersten Straßen in Medenbach befestigt, d. h. mit Basaltsteinen gepflastert.
1863 wurde nach mehrjährigen Verhandlungen im Gemeinderat der mitten im Dorf gelegene Friedhof an der Kirche aufgegeben. Ein neuer, wie im 19. Jahrhundert üblich, wurde am Rand der Ortschaft eingerichtet. Bereits vor Inkrafttreten des Code Napoléon von 1806 hatte Napoleon die Verfügung Décret sur les sépultures erlassen, welche verbot, Tote innerhalb der Stadtmauern zu begraben. Wohl machten nun hygienische Gründe – „Dünste von dem Todenhof“, die auch in Medenbach als gesundheitliche Gefahr erkannt wurden – deren Umsetzung notwendig. Bislang praktizierte man im armen Medenbach, wie andernorts auch auf dem Land in Süddeutschland, die Leichentuchbestattung. Denn erst am Ende des 19. Jahrhunderts wurde die Bestattung in einem Sarg allgemein üblich.
Mit der Annexion Nassaus durch Preußen nach dem Deutschen Krieg wurde Medenbach 1866 preußisch und Teil des Mainkreises mit Sitz in Wiesbaden.
1873 erhielt die Hessische-Ludwigs-Eisenbahn-Gesellschaft von Preußen die Genehmigung zum Bau einer Eisenbahnstrecke durch die Gemarkung von Medenbach. Die sogenannte Ländchesbahn, die zwischen Wiesbaden und Niedernhausen am Taunus verkehrt, ist eingleisig und nicht elektrifiziert. Sie wurde am 1. Juli 1879 eröffnet. Medenbach und Auringen erhielten einen gemeinsamen Bahnhof.

### 20. Jahrhundert
1906 wurden drei neue Fenster für die Südseite der Kirche bei der Wiesbadener Glasmanufaktur Albert Zentner bestellt, die 1903 schon die Fenster der katholischen Pfarrkirche St. Marien in Otzberg-Hering gestaltete.
Am 29. September 1907 wurde der 800. Jahrestag der Kircheneinweihung gefeiert. Die Kollekte an diesem Tag wurde zur Beschaffung eines neuen Kirchenfensters mit einer Christusdarstellung bestimmt. Diese sollte die Umschrift „Jesus Christus gestern und heute und derselbe auch in Ewigkeit“ erhalten. Das Fenster im Chor der Kirche zeigt heute jedoch Christus mit der Dornenkrone und der Zuschrift Ecce homo. Von Zentner hat sich in Wiesbaden ein weiteres Werk erhalten, nämlich das bunte Fenster mit Pflanzen- und Tiermotiven im Restaurationsgebäude auf dem Schläferskopf.
1911 wurde Medenbach an das Stromnetz der ehemaligen Main-Kraftwerke angeschlossen.
Am Ende des Ersten Weltkriegs hatte Medenbach 1918 den Verlust von 14 Männern zu beklagen. Ihnen ließ die Gemeinde auf dem Friedhof ein Denkmal von dem Bildhauer Carl Wilhelm Bierbrauer errichten.
1928 kam Medenbach zum Main-Taunus-Kreis und wurde von der Kreisverwaltung in Höchst verwaltet.
Mit dem Bau der Reichsautobahn durch die Gemarkung von Medenbach, der heutigen A 3, wurde 1937 begonnen.
Am Ende des Zweiten Weltkriegs beschädigten Brandbomben mehrere Gebäude Medenbachs. Am 28. März wurde der Ort von den Amerikanern besetzt. Nach der deutschen Kapitulation am 8. Mai stellte man fest, dass der Krieg 27 Medenbacher Männern das Leben kostete. Das Dorf hatte damals 375 Einwohner, die bis 1946 115 Heimatvertriebene aufnahmen.
1955 erhielt Medenbach sein heutiges, aus dem mittelalterlichen Gerichtssiegel entwickeltes Wappen. 1957 brachte man am Kriegerdenkmal von Carl Wilhelm Bierbrauer auf dem Friedhof zwei Bronzetafeln mit den Namen der in beiden Weltkriegen gefallenen und vermissten Medenbacher Soldaten an. 1961 begann der Bau einer Kanalisation, deren Arbeiten 1966 abgeschlossen werden konnten. 1967 hielt zum letzten Mal eine Dampflokomotive auf dem Auringen/Medenbacher Bahnhof. 1970 wurde die 700 Jahre alte Linde – eines der Wahrzeichen von Medenbach an der Kirche – gefällt.
Im Zuge der Gebietsreform in Hessen verlor Medenbach 1977 seine kommunale Eigenständigkeit. Der Ort wurde aus dem Main-Taunus-Kreis ausgegliedert und als Stadtteil in die Landeshauptstadt Wiesbaden eingegliedert. Für Medenbach wurde wie für alle früher selbständigen Gemeinden ein Ortsbezirk mit Ortsbeirat und Ortsvorsteher eingerichtet. Schon zwei Jahre zuvor waren die Bürger aufgerufen worden, Vorschläge zur Umbenennung von 18 Straßennamen einzureichen, damit Doppelbezeichnungen vermieden werden.
1980 erhielt Medenbach durch Privatinitiative sein zweites unter Denkmalschutz stehendes Fachwerkhaus zurück. Es stammt aus der Zeit um 1700. Ein drittes Fachwerkhaus von 1740 wurde 12 Jahre später ebenfalls in der Gasse „In der Hofreite“ freigelegt und renoviert.
1993 wurde der Heimat- und Geschichtsverein Medenbach 1992 e. V. gegründet, der sich insbesondere die Förderung von Heimatkunde, Landschaftsschutz, Denkmalpflege und Gestaltung des Ortsbildes zur Aufgabe gestellt hat. 1996 eröffnete der Verein sein Heimatmuseum in der Neufeldstraße 9. Im Jahr 1999 hatte Medenbach 2.588 Einwohner.

### Staats- und Verwaltungsgeschichte im Überblick
Die folgende Liste zeigt die Staaten und Verwaltungseinheiten, denen Medenbach angehörte:
- 1433: Heiliges Römisches Reich, Herrschaft Eppstein-Münzenberg
- ab 1492: Heiliges Römisches Reich, Landgrafschaft Hessen, Amt Eppstein
- ab 1567: Heiliges Römisches Reich, Landgrafschaft Hessen-Marburg, Amt Eppstein
- 1604–1648: Heiliges Römisches Reich, strittig zwischen Landgrafschaft Hessen-Darmstadt und Landgrafschaft Hessen-Kassel (Hessenkrieg)
- ab 1604: Heiliges Römisches Reich, Landgrafschaft Hessen-Darmstadt, Oberfürstentum Hessen, Amt Eppstein
- ab 1643: Heiliges Römisches Reich, Landgrafschaft Hessen-Darmstadt, Oberfürstentum Hessen, Amt Wallau
- ab 1803: Heiliges Römisches Reich, Fürstentum Nassau-Usingen, Amt Wallau
- ab 1806: Herzogtum Nassau, Amt Wallau
- ab 1817: Herzogtum Nassau, Amt Hochheim
- ab 1849: Herzogtum Nassau, Kreisamt Höchst
- ab 1854: Herzogtum Nassau, Amt Hochheim
- ab 1867: Königreich Preußen, Provinz Hessen-Nassau, Regierungsbezirk Wiesbaden, Mainkreis
- ab 1871: Deutsches Reich, Königreich Preußen, Provinz Hessen-Nassau, Regierungsbezirk Wiesbaden, Mainkreis
- ab 1886: Deutsches Reich, Königreich Preußen, Provinz Hessen-Nassau, Regierungsbezirk Wiesbaden, Kreis Wiesbaden
- ab 1918: Deutsches Reich, Freistaat Preußen, Provinz Hessen-Nassau, Regierungsbezirk Wiesbaden, Kreis Wiesbaden
- ab 1928: Deutsches Reich, Freistaat Preußen, Provinz Hessen-Nassau, Regierungsbezirk Wiesbaden, Main-Taunus-Kreis
- ab 1944: Deutsches Reich, Freistaat Preußen, Provinz Nassau, Main-Taunus-Kreis
- ab 1945: Amerikanische Besatzungszone, Groß-Hessen, Regierungsbezirk Wiesbaden, Main-Taunus-Kreis
- ab 1946: Amerikanische Besatzungszone, Hessen, Regierungsbezirk Wiesbaden, Main-Taunus-Kreis
- ab 1949: Bundesrepublik Deutschland, Hessen, Regierungsbezirk Wiesbaden, Main-Taunus-Kreis
- ab 1968: Bundesrepublik Deutschland, Hessen, Regierungsbezirk Darmstadt, Main-Taunus-Kreis

## Politik

### Wahlergebnisse zum Ortsbeirat
- Linke: 1
- SPD: 4
- CDU: 1
- FDP: 1

Seit der Eingliederung nach Wiesbaden 1977 wird im Rahmen der Kommunalwahlen in Hessen auch der Ortsbeirat des Ortsbezirkes Medenbach gewählt. Die einzelnen Wahlergebnisse sind nachfolgend zusammengestellt.
|      | CDU  | SPD  | GRÜNE | FDP  | Die Linke | Wahlbeteiligung |
| 2021 | 24,3 | 54,8 | –     | 10,1 | 10,8      | 44,2            |
| 2016 | 34,8 | 60,8 | –     | 04,4 |           | 47,5            |
| 2011 | 47,5 | 52,5 | –     | –    |           | 43,5            |
| 2006 | 53,8 | 46,2 | –     | –    |           | 43,5            |
| 2001 | 50,9 | 44,0 | –     | 05,6 |           | 48,3            |
| 1997 | 43,1 | 49,7 | –     | 07,0 |           | 61,1            |
| 1993 | 31,2 | 59,6 | –     | 09,2 |           | 66,0            |
| 1989 | 32,3 | 53,1 | 9,0   | 05,6 |           | 73,0            |
| 1985 | 39,8 | 54,3 | –     | 05,9 |           | 67,5            |
| 1981 | 44,9 | 45,7 | –     | 09,9 |           | 69,6            |
| 1977 | 44,9 | 44,9 | –     | 10,2 |           | 76,6            |

Daraus ergab sich jeweils folgende Sitzverteilung:
|      | CDU | SPD | GRÜNE | FDP | Die Linke | Wahlbeteiligung |
| 2021 | 1   | 4   | 0     | 1   | 1         | 7               |
| 2016 | 3   | 4   | 0     | 0   |           | 7               |
| 2011 | 3   | 4   | 0     | 0   |           | 7               |
| 2006 | 4   | 3   | 0     | 0   |           | 7               |
| 2001 | 4   | 3   | 0     | 0   |           | 7               |
| 1997 | 3   | 3   | 0     | 1   |           | 7               |
| 1993 | 2   | 4   | 0     | 1   |           | 7               |
| 1989 | 2   | 4   | 1     | 0   |           | 7               |
| 1985 | 3   | 4   | 0     | 0   |           | 7               |
| 1981 | 3   | 3   | 0     | 1   |           | 7               |
| 1977 | 4   | 3   | 0     | 0   |           | 7               |

### Wappen
Das Wappen wurde am 18. Januar 1955 durch das Hessische Innenministerium genehmigt.
| Wappen von Wiesbaden-Medenbach | Blasonierung: „In Silber pfahlweise ein roter Pfeil, beseitet von zwei auswärts schräggestellten, grüngestielten und doppelt beblatteten – die Stielenden an der Pfeilbefiederung – und grünbespitzten, roten Rosen mit goldenen Butzen.“ |
| Wappen von Wiesbaden-Medenbach | Wappenbegründung: Für das Wappen war das Medenbacher Gerichtssiegel von 1700 Vorbild. Dieses zeigt die Darstellung der Hl. Ursula im knöchellangen Rock mit einem Pfeil in ihrer rechten Hand, der auf ihr Martyrium hinweist. Den linken Arm hat sie in die Hüfte gestemmt. Die Heilige ist zwischen zwei dreistielige, dornenreiche Rosenpflanzen mit je drei Blüten platziert. Das heutige Wappen reduziert die Vorlage. Die Rosenblüten mit goldenen Butzen sitzen auf grünen Stängeln. Diese haben je zwei grüne Blätter. Allerdings fehlen dem rechten Stängel die typischen Merkmale einer Rose, nämlich Dornen in der Chronik von 1984. |

## Kultur und Sehenswürdigkeiten
Die Umgebung Medenbachs ist stark ländlich geprägt. Im Ortskern steht eine im Jahr 1107, wahrscheinlich der Hl. Ursula geweihte Kirche (erste urkundliche Erwähnung des Ortes).

### Autobahnkirche

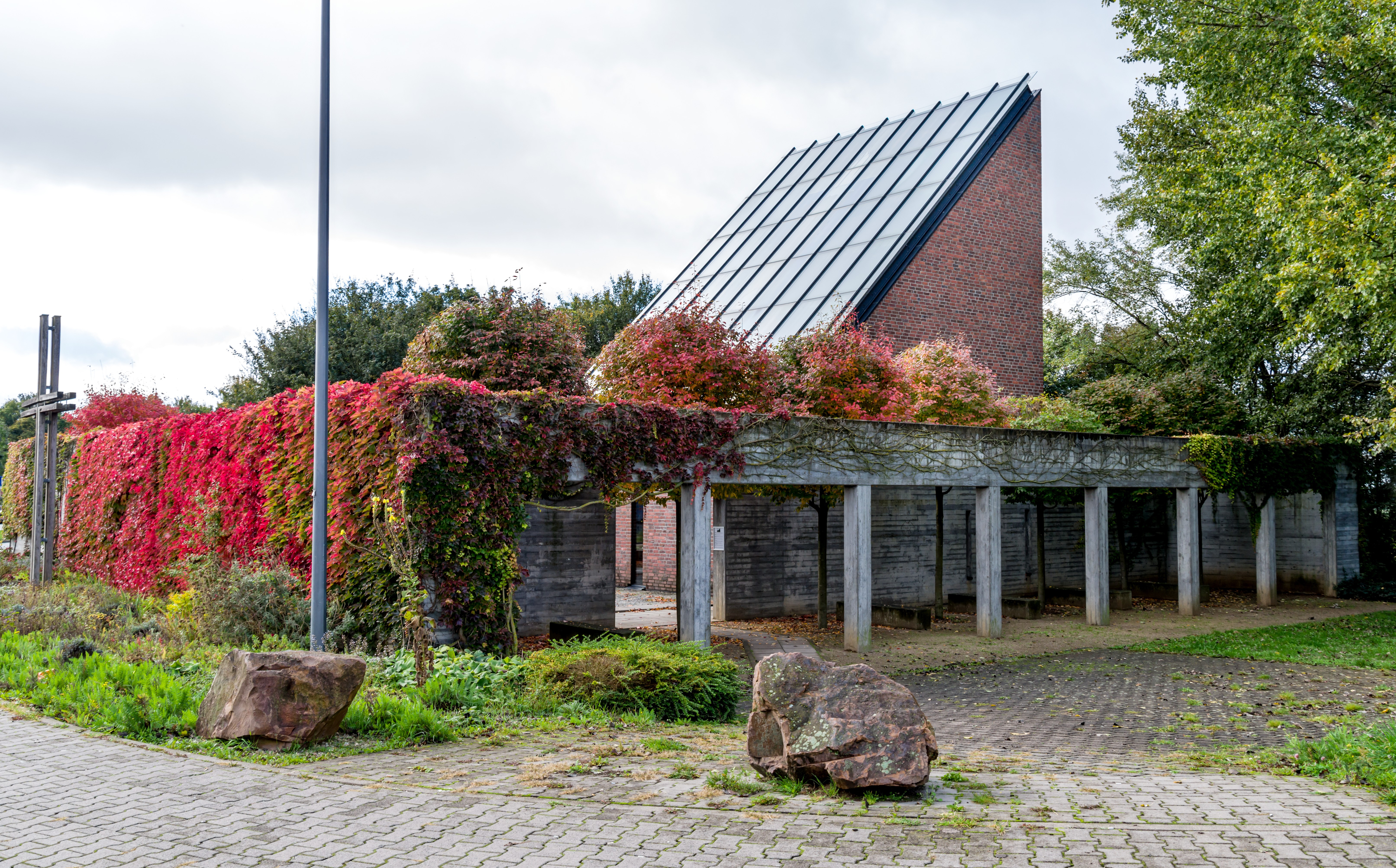
Autobahnkirche Medenbach

Am 30. März 2001 wurde als die zweite Kirche Medenbachs die Autobahnkirche Medenbach geweiht. Sie wurde als erste Autobahnkirche in Hessen an der A 3 bei der westlichen Raststätte Medenbach erbaut. Sie ist eine Stiftung von Alfred Weigle. Im Jahr 1991 kam ihm nach Besuchen der Autobahnkirche Maria, Schutz der Reisenden bei Adelsried die Idee zum Bau einer Autobahnkirche, die der Ortsvorsteher von Wiesbaden-Medenbach Paul Schaaf begrüßte und förderte.

### Baudenkmäler
Das Dorf weist drei Baudenkmäler auf, die Kirche und zwei restaurierte Fachwerkhäuser in der Gasse In der Hofreite 2 und 5. Mit Auringen teilt sich Medenbach ein besonderes Bodendenkmal, den „Dreiherrenstein“, der ehemals die Stelle markierte, an der die Grenzen von Nassau-Idstein, Curmainz und Hessen-Darmstadt aufeinandertrafen. Heute ist der dreieckige Stein um einige hundert Meter in das Gewann „Wellinger“ versetzt.
Ein jüngeres Denkmal ist die Skulptur einer „Trauernden“ von 1923 auf dem Medenbacher Friedhof. Sie wurde geschaffen von dem Bierstadter Bildhauer Carl Wilhelm Bierbrauer, von dem u. a. auch der plastische Schmuck an den Fassaden des Museums Wiesbaden stammt. In den Wiesbadener Vororten Naurod, Kloppenheim und im Rheingau gibt es von ihm weitere Kriegerdenkmäler.

### Regelmäßige Veranstaltungen
Jedes Jahr werden viele kleine Feste in Medenbach gefeiert. Unter anderen gehört dazu der Vaddertach in Medenbach, das Straßenfest Alt-Medenbach am ersten Wochenende im August und seit 1993 das Kelter- und Dreschfest am letzten Sonntag im August. Seit 2012 wird im Sommer zudem 2-wöchentlich der „Weinstand“ im Innenhof der Pfarrscheune zelebriert, der abwechselnd von den ortsansässigen Vereinen ausgerichtet wird.

### Sport
Der Schützenverein 1966 Medenbach hat zurzeit eine der größten Jugendmannschaften von Wiesbaden. Insgesamt hat Medenbach drei Mannschaften, wobei die dritte fast nur aus Jugendschützen besteht.

### Vereine
Die Freiwillige Feuerwehr (FF) Medenbach wurde im Jahr 1935 gegründet. Im Jahr 2010 feierte die FF ihr 75-jähriges Bestehen. Die Freiwillige Feuerwehr Medenbach besitzt ein Tanklöschfahrzeug (TLF) 16/25 und ein Mannschaftstransportfahrzeug (MTF). Seit 1993 gibt es den Heimat- und Geschichtsverein Medenbach, der in der Neufeldstraße 9 sein Heimatmuseum unterhält.

## Verkehr
An der Gemarkungsgrenze zwischen Auringen und Medenbach liegt der Haltepunkt Auringen-Medenbach der Ländchesbahn Wiesbaden–Niedernhausen (–Limburg). Mit der Buslinie 21 über Auringen, Naurod und Bierstadt nach Wiesbaden, die von der ESWE betrieben wird, ist Medenbach an den Nahverkehr in Wiesbaden angeschlossen, bei Nacht übernimmt dies die Linie N10. Die Buslinie 26/AST26, ebenfalls betrieben von ESWE Verkehr, fährt von Medenbach über Wildsachsen nach Bremthal Bahnhof, wo  Anschluss an die Regionalbahn 20 in Richtung Frankfurt/Limburg und an die S-Bahn-Linie S2 der S-Bahn Rhein-Main besteht; des Weiteren gibt es die Möglichkeit, am Bahnhof Bremthal in die Buslinie 20 der ESWE einzusteigen, die Bremthal mit Naurod und Niederjosbach verbindet; außerdem gibt es die ESWE-Linie AST35 in Richtung Wiesbaden-Nordenstadt. Eine Autobahnraststätte an der A 3 heißt Rasthof Medenbach.